# مالک بن عامر اشعری
مالک بن عامر اشعری از خاندان اشعری و از نامداران صدر اسلام بود و در پیکار مسلمانان با ایرانیان شرکت کرد و نخستین کسی است که در فتح مداین با اسب از فرات گذشت. او از فرماندهان و مشاوران لشکر سعد بن ابی وقاص بود که خلیفه دوم، او را برای فتح ایران فرستاده بود. او یکی از سرداران سپاهیان اعراب بود که پس از شکست سپاه ایران به دستور سعد بن ابی وقاص به سوی نواحی مرکزی ایران که بعدها عراق عجم خوانده شد حرکت کرد و نواحی گبرش (تفرش) و آتشدان (آشتیان) امروزی را تصرف کرد و مردم آن نواحی که زرتشتی بودند را مجبور به قبول اسلام نمود. و تعدادی از معابد زرتشتیان را به عنوان مظاهر شرک تخریب نمود. در زمان هارون الرشید (۱۷۰–۱۹۳) سلمة بن سلمه همدانی رستاق تفرش و مزارع آن را به مهاجران عرب اشعری واگذار کرد.

## نسب
مالک بن عامر از قبیله اشعریان اصالتاً یمنی و از اعراب قحطانی بود، علت نام‌گذاری آنان به اشعری این بود که نسب آنان به نبت بن ادد بن زید بن یشجب بن عریب بن زید بن کهلان معروف به اشعر می‌رسید. بعضی در علت نامگذاری این طایفه به اشعر گفته‌اند که جد آنان پر مو بوده‌است.
اشعر هفت پسر داشت که هر کدام سرسلسله قبیله‌ای شدند و همه را اشعری می‌گفتند. مراد از اشعریان در این مدخل نسل جماهر، یکی از فرزندان اشعر است
در منابع اسلامی، فضایل بسیاری به اشعریان پیش از اسلام نسبت داده شده و از جوانمردی و نیک خویی آن یاد شده‌است. به گفته این روایات اشعریان چنان بودند که گویی در اموال و املاک و منازل و دارایی خود با مردم سهیم بودند. ادعا شده گروهی از اینان در حمله ابرهه به کعبه شرکت داشته‌اند.

## نخستین اشعری مسلمان
مالک بن عامر اشعری را اولین مسلمان از قبیله اشعریان دانسته‌اند، وی که جد اعلای اشعریان قم است، نخستین مهاجر این قوم به سوی پیامبر (ص، جهت پذیرش اسلام بود. وی پس از اسلام آوردن به میان قوم خود بازگشت و چند سال بعد با اقوام خویش برای مرتبه دوم، به نزد پیامبر (ص آمد.

## هجرت به ایران
بر اساس گزارش نویسنده تاریخ قم، دربارهٔ علت مهاجرت اشعریان به ایران سه گزارش وجود دارد:
بر اساس برخی روایات به دلیل سابقه همکاری اشعریان با علی (ع از یک سو و شرکت آنان در قیام مختار از سوی دیگر، حجاج بن یوسف ثقفی عامل خلیفه بر عراق، سختگیری بر اشعریان را آغاز کرد. حجاج محمد بن سائب را به آذربایجان تبعید کرد اما محمد در کوفه مخفی شد و حجاج بر او دست یافت و وی را به قتل رساند. بر اساس برخی گزارش‌ها بعد از کشته شدن محمد بن سائب، اشعریان از کوفه خارج شدند.
برخی روایات خروج اشعریان از کوفه را مربوط به شرکت آنان در قیام ضد اموی عبدالرحمن بن محمد بن اشعث دانسته‌اند. بر اساس این روایات حجاج بعد از شکست دادن عبدالرحمن بن محمد بن اشعث بر اشعریان خشم گرفت و تنها سه روز به آنان فرصت داد تا کوفه را ترک کنند و دستور داد بعد از سه روز هر کس از از ال سائب بن مالک را یافتند، بکشند.
روایت دیگری دربارهٔ علت کوچ اشعریان به ایران وجود دارد و آن بدرفتاری احوص اشعری با روستاییان ایرانی است که در زمین‌های او کار می‌کردند. بر اساس این روایت حجاج، احوص را در سال ۹۳ به این دلیل به زندان انداخت و بعد او را به وساطت برادرش عبدالله از زندان آزاد کرد. عبدالله که از خشم گرفتن دوباره حجاج بر برادر می‌ترسید مهاجرت از کوفه را چاره کار دانست.
بدین‌ترتیب فرزندان سائب از کوفه کوچ نمودند، فرزندان سعد بن مالک نیز به آنان پیوستند، اولاد سعد به سوی قم آمده و در آنجا منزل گزیدند، بدین ترتیب تمام فرزندان مالک بن عامر به سوی ایران سفر کردند، آنان و جمعی از خدمتگزاران، حرکت نموده و در راس آنان عبدالله و احوص پسران سعد اشعری بودند، پس از مدتی اقوام و خویشان اشعریان به قم مهاجرت کردند.

## دلیل انتخاب قم
علت انتخاب قم از سوی اشعریان را فتح این ناحیه توسط جدشان مالک بن عامر دانسته‌اند، وی با مردم این ناحیه به خوبی برخورد نموده و حتی در دفع دیلمیان طبرستان از آن منطقه سعی کرد، به همین سبب آنان تا هنگام اقامتش در منطقه ملازم او بودند. وی وقتی به کوفه برگشت، جریان دیلمیان و اهالی طخرود را با فرزندان خود در میان گذاشت، همین امر باعث عزیمت آنان به این نواحی شد و مورد استقبال مردم این شهر نیز قرار گرفتند.
بر اساس برخی گزارش‌ها مقصد اشعریان قم نبود و اشعریان قصد سفر به مناطق دیگر از جمله اصفهان، قزوین و آذربایجان را داشتند؛ اما به دلیل تلفاتی که بر اثر شیوع وبا در ماه بصره (منظور شهرهای همدان، نهاوند و قم است که عرب‌ها آن را ماه بصره می‌خواندند) به سوی مرکز ایران حرکت کرده و به سال ۹۴ق. به روستای اَبَرَشّتَجان (آشتیان) از نواحی قم رسیده و در آنجا به‌طور موقت اقامت کردند. در همین زمان دیلمیان به قم حمله کردند و اشعریان به کمک اشراف محلی آمده و دیلمیان را شکست دادند. بعد از این واقعه بومیان خواستار سکونت اشعریان در قم شدند.

## اشعریان در قم
با افزایش جمعیت اشعریان و در پی آن افزایش نفوذ و قدرت اشعریان در قم، اختلافاتی بین آنان و بومیان شهر ایجاد شد. نویسنده تاریخ قم عامل این اختلافات را بد رفتاری و نقض پیمان بومیان دانسته‌است. اشعریان بر بومیان غلبه کرده و بزرگان آنان را کشتند.
اشعریان در توسعه و آبادانی قم نقش مهمی داشتند و قم را که متشکل از روستاهای پراکنده بود به شهری اسلامی تبدیل کردند. از همین روست که برخی منابع بنای شهر قم را به اینان نسبت می‌دهند. اما مسلم است که اشعریان قم را به سرعت توسعه دادند، و آن را از اصفهان جدا نموده و به صورت شهری مستقل درآوردند و بر اهمیت آنان افزودند، ورود اشعریان به قم باعث نفوذ و گسترش اسلام و عقاید شیعی شد.

## تشیع اشعریان قم
اگر بتوان در شیعی بودن اشعریان کوفه تردید کرد، ظاهراً دربارهٔ تشیع اشعریان قم نباید تردیدی روا داشت. اینان چندی پس از درآمدن به قم تشیع خود را آشکار کردند و به تبلیغ آن اهتمام ورزیدند و خیلی زود قم را به صورت یکی از پایگاه‌های تشیع درآوردند. از میان اینان عالمان و فقیهان و محدثان و متکلمان بزرگی برخاستند که نامدارترین آنان تا پایان دوره امامت و آغاز غیبت کبری کم و بیش با امامان عصر خود ارتباط داشتند و از آنان حدیث نقل می‌کردند و گاه برخی از آن‌ها نمایندگی امام عصر خود را در قم رسماً بر عهده داشتند و از این راه‌ها یاری‌های فراوان به امامان شیعی و فکر و فرهنگ شیعی کردند، خاصه که اشعریان نفوذ و قدرت خود را در جاهای دیگر نیز گسترانیدند. مثلاً حمزة بن یسع اشعری علاوه بر امارت قم، حکومت قزوین را هم داشت و نیز ساوه، فراهان، تفرش، آشتیان و کاشان هم به تدریج به قلمرو اشعریان افزوده شد.

## اقدامات اشعریان در قم
از روایات سمعانی و یاقوت چنین بر می‌آید که پیش از آن قم وجود نداشته، یا از اهمیتی برخوردار نبوده‌است و شهر را این اشعریان بنیاد نهادند؛ اما دلایل تاریخی همچون ذکر آن در وقایع فتوح به عنوان یکی از توابع اصفهان خلاف آن را ثابت می‌کند. با این‌همه مسلم است که اشعریان قم را به سرعت توسعه دادند و آن را از اصفهان جدا کردند و به صورت شهری مستقل درآوردند و بر اهمیت آن افزودند. مقارن ورود اشعریان همه یا اغلب مردم قم دین زردشتی داشتند و اشعریان آتشکده آن‌جا را ویران کردند و نخستین مسجد را برآوردند. ورود اشعریان به قم باعث نفوذ و گسترش اسلام و عقاید شیعی شد. به گزارش قمی نخستین کسی که تشیع این طایفه را علنی کرد و به ترویج آن اهتمام ورزید، موسی بن عبدالله بن سعد اشعری بود.

## سرانجام اشعریان
تحقیقات نشان می‌دهد از مجموع ۸۳ نفر محدث اشعری، ۳۸ نفر در قرن دوم و ۳۳ نفر در قرن سوم و هفت نفر در قرن چهارم می‌زیسته‌اند که خود، گویای سیر شکوفایی و افول علمی این خاندان است.شجرهٔ علمی خاندان اشعری قم فصلنامهٔ علوم حدیث، ش ۵، ص۲۳۰</ref> در قرن چهارم و با شروع دوران غیبت کبری، دوران عظمت و آوازه اشعریان رو به افول نهاد. مهم‌ترین عامل افول خاندان اشعری، حملات متوالی نظامی و شورش‌های مکرر قمی‌ها ضد حکومت مرکزی است. نویسنده تاریخ قم (کتاب)، عوامل زوال این خاندان را این‌گونه توصیف می‌کند:
لاجرم پایهٔ دولت ایشان بلغزید و دشمن بر ایشان ظفر یافت. بعضی هلاکت شدند و برخی جلای وطن کردند، مگر اندکی از ایشان که بماندند.
بعضی بر اندک معاشی که ایشان را بود، قناعت کردند و بعضی دیگر، قافله‌ها رابدرقه می‌کردند و حق السعی می‌گرفتند.
از خاندان اشعری در روز گار ما، تنها دو خانواده اشعری (طاهری و انصاری) باقی مانده‌اند؛ که اولی از سلالهٔ زکریا بن آدم و دومی منسوب به سعد بن عبدالله بن ابی خلف اشعری‌اند. ملا محمدطاهر اشعری و فرزندش عبدالله اشعری و نوادهٔ او ملا محمدطاهر اشعری قمی، از روحانیون معروف قم و از اساتید امام خمینی (ره درتاریخ معاصر بوده‌اند. وی در جوار امامزاده پنج تن در زرند کهنه مدفون می‌باشد. فرزند میرزا علی اصغر قمی اشعری نیز کسی است که امام خمینی دربارهٔ وی می‌فرماید: من ۴۶سال با وی هم بحث بوده حتی مکروهی از وی ندیدم.
همچنین از این خاندان می‌توان از شیخ مرتضی انصاری نام برد که از شاگردان شیخ عبد الکریم حائری (مؤسس حوزهٔ علمیه قم) و از خطبا و مبلغان بنام بود؛ و بیش ازسی هزار حدیث از حفظ داشت و از مخالفان مشهور بهائیت و کمونیسم بود. گفته‌اند نخستین یورش ارتش محمد رضا شاه پهلوی به مدرسه فیضیه در دوم فروردین ۱۳۴۲ به هنگام سخنرانی وی صورت گرفت.